# Xu Zhangrun
Xu Zhangrun (nascido em outubro de 1962) é um jurista chinês. Xu é professor de Jurisprudência e Direito Constitucional na Universidade de Tsinghua e foi um investigador do Instituto Unirule de Economia.[carece de fontes?]
Em fevereiro de 2020, Xu publicou um ensaio "Alarme viral: quando a fúria supera o medo", condenando a resposta do governo chinês face ao surto de COVID-19. Xu condena a forma como o governo proibiu a comunicação de informações factuais durante o surto e relaciona esse problema a uma questão maior de liberdade de expressão na China. Após a publicação deste ensaio, os amigos de Xu não conseguiram entrar em contacto junto do mesmo. A sua conta foi suspensa na WeChat e seu nome foi retirado do Weibo. Acredita-se que esteja em prisão domiciliária.